# 国際子ども図書館
国際子ども図書館（こくさいこどもとしょかん、英: International Library of Children's Literature）は、児童書を専門に扱う図書館サービスを行う国立国会図書館の支部図書館。2000年に日本初の児童書専門の国立図書館として設立された。
日本内外の児童書および児童書に関わる文献の収集・保存・提供をはじめとして、児童書関連の図書館サービスの日本における中枢および国際的な拠点である。施設は東京都台東区上野公園にあり、1906年築の旧帝国図書館の建物を利用している。

## 沿革
国際子ども図書館は、1897年創立の帝国図書館を淵源とし、施設としては1906年に上野公園内に建設された帝国図書館を受け継いでいる。
帝国図書館は1949年に国立国会図書館と組織上統合されて国立国会図書館支部上野図書館となり、そのまま上野公園で図書館サービスを続けてきたが、旧帝国図書館蔵書の大半は1961年に新築となった永田町の国立国会図書館東京本館に移され、上野図書館は上野公園で参考図書や特別コレクションの一部を提供する国会図書館の分館として運営されてきた。
その後、1980年代に急速な蔵書の増大に対する東京本館の施設の限界を受けて国立国会図書館関西館の設立が構想され、1990年代にその建設が決定されるとともにその役割についての方針が定められると、支部上野図書館の役割の見直しが検討された。一方この時期には、子供の読書離れが深刻な問題として取り上げられるようになり、国立の児童書専門図書館設立を求める政界・民間の声が高まっていた。ここにおいて、上野図書館の施設はそれまで国立国会図書館ではそれほど重視されてこなかった児童書のナショナルセンターとして再活用されることになり、1996年には「国際子ども図書館基本計画」が策定され、1999年に国立国会図書館法が改正されて法的に国際子ども図書館の設置が定められた。
施設は上野図書館に改修が施され、2000年に一部を改修中のまま部分開館を行った。そして2002年になって全面開館し、児童書の保存・閲覧のほか、児童書関係の研究文献の提供や展示会などのサービスを行っている。2015年には中庭側に「アーチ棟」が新設され、従前からの建物は「レンガ棟」と呼ばれるようになった。
2020年3月5日より、新型コロナウイルス感染症（COVID-19）流行を受け臨時休館。当初の期間は同年3月16日までの予定だったが、6月10日まで延長されたのち、6月11日より児童書研究資料室のみ再開、7月1日より全面再開となった。

## 施設
国際子ども図書館レンガ棟の前身である旧帝国図書館は、ルネサンス様式を取り入れた明治期洋風建築の代表作のひとつで、久留正道により設計された。旧帝国図書館は1906年竣工の第一期工事と1929年竣工の第二期の二次にわたって建設され、構造は第一期が鉄骨補強煉瓦造り、第二期増築部分が鉄筋コンクリートである。1999年（平成11年）度に東京都選定歴史的建造物に選定されている。
この建物は国際子ども図書館に転用されるにあたり安藤忠雄建築研究所と日建設計により設計、鴻池組により改修が行われ、2002年に完成、全面開館した。改修においては歴史的建造物の保存と再生、現代の施設としての活用が掲げられ、外装、内装は旧態を残すよう極力保全するとともに、徹底的に補修、復元を施した。復元は古写真を利用したシャンデリアの模造復元にまで及んでいる。歴史的建造物の保全という方針も徹底しており、室内でも床を本来の床板より数十センチメートル上にパネルで底上げし、パネルと本来の床の間の空間に空調ダクトや照明ケーブルなどを通している。
また、旧態の復元・保存と現代の施設としての機能を両立させるため公道のある側とは反対の西側壁面をガラスのカーテンウォールで覆い、旧西側外壁の外側に張り出すように箱型の建造物を増築した。箱型増築部分は旧建造物では階段や回廊が狭かった問題を、外側に大型のラウンジを付け足すことによって解消し、またエレベーターや空調などの近代設備を歴史的建造物を傷つけることなく設置した。加えて東西を貫く形で一階建てのガラスボックス建造物を張り出させ、公道側の東にエントランス、中庭側の西にカフェテリアを新設した。
この改修は高い評価を受け、第45回BCS賞（建築業協会賞、2004年）、第15回BELCA賞（建築・設備維持保全推進協会賞、2006年）を受賞した。週二回行われる国際子ども図書館の見学ツアーのうちの木曜日の14時から行われる回は、建物の特徴、由来に絞って説明が行われている。

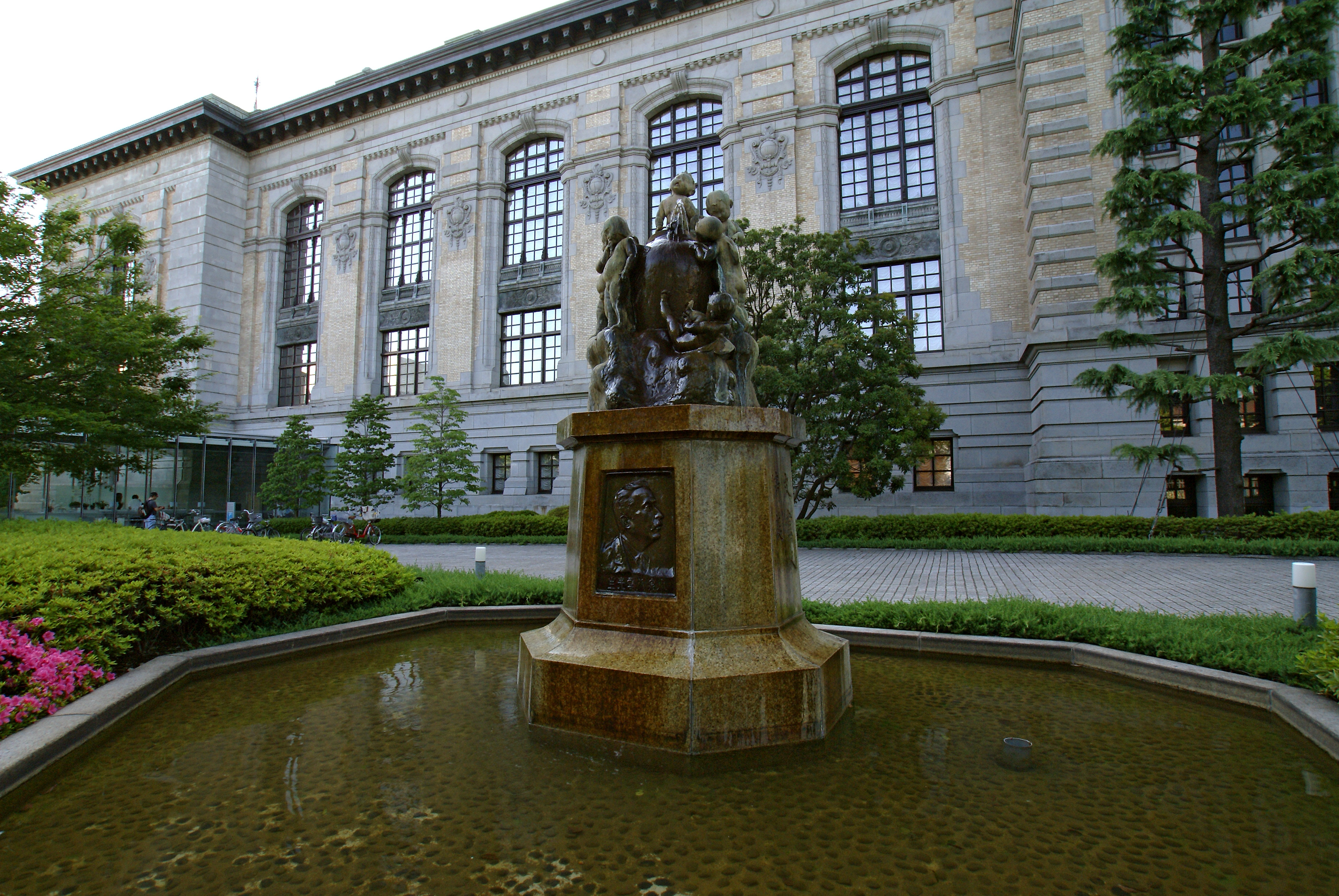
小泉八雲のレリーフと天使群像彫刻で飾られた噴水
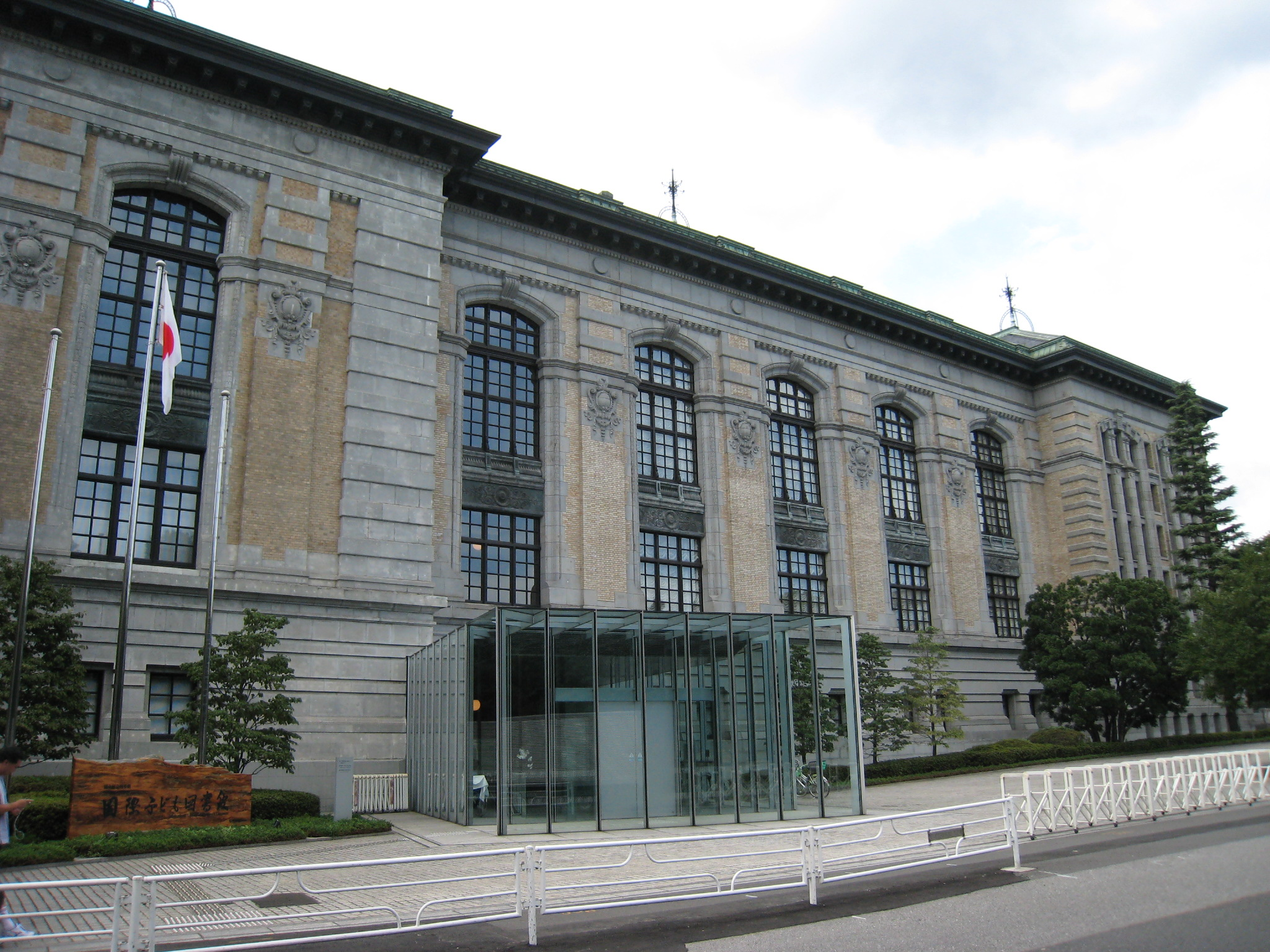
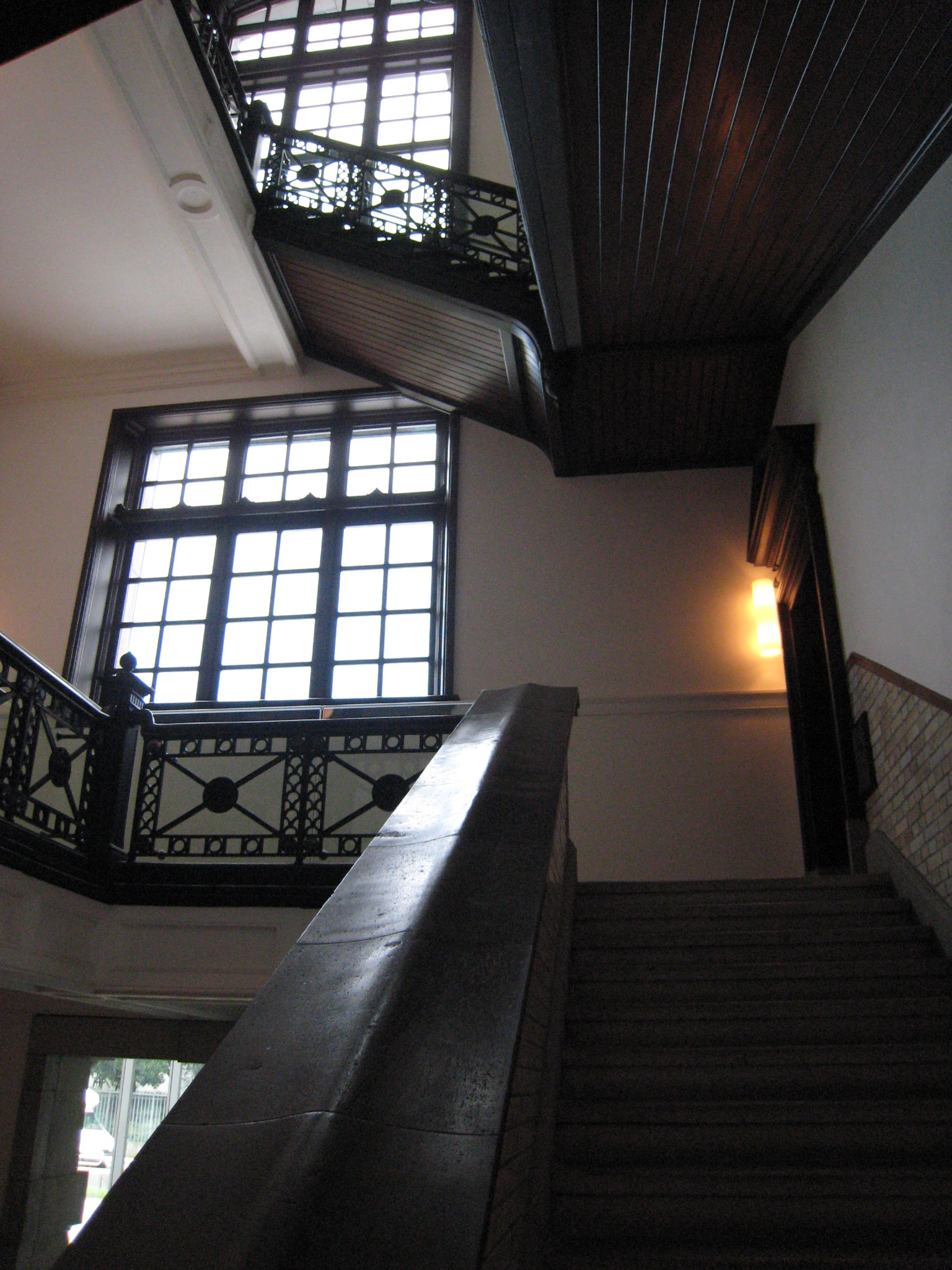
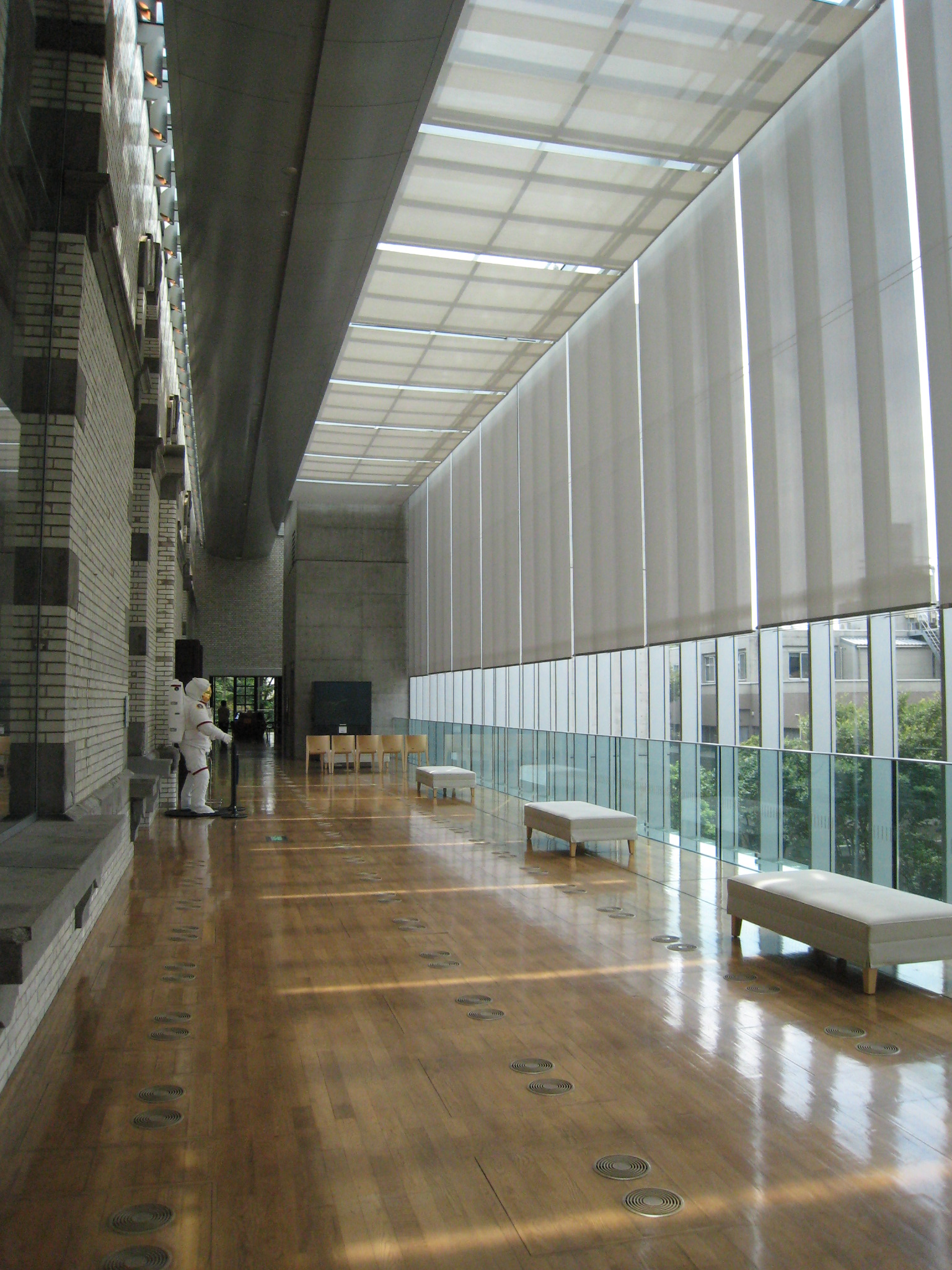
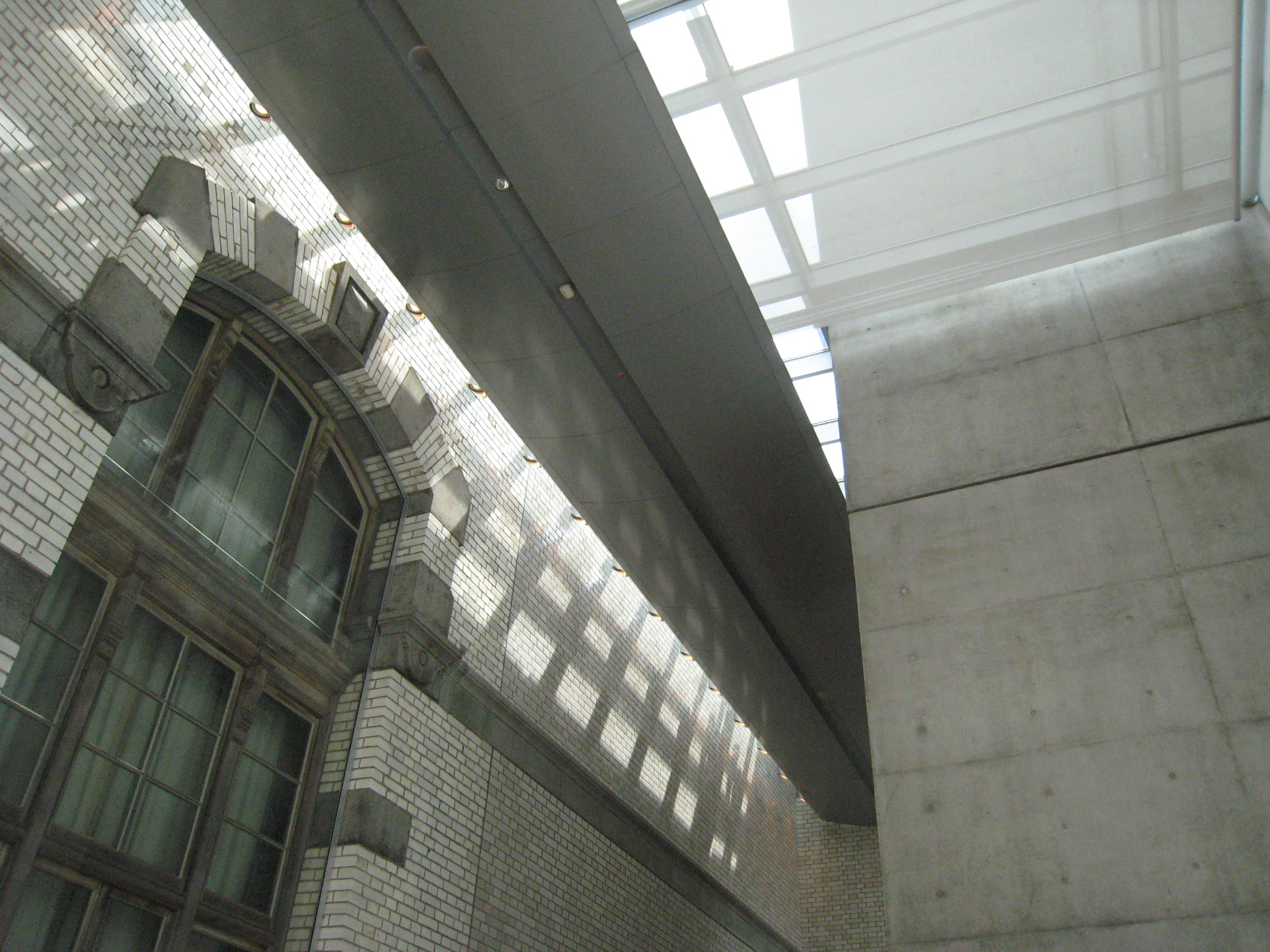

## サービス
国際子ども図書館は、国立国会図書館の他の2館（東京本館、関西館）とは異なり、年齢制限なく誰でも入館することができる。エントランスのあるレンガ棟1階には、旧貴賓室を改修した児童向けに、「子どものへや」、「おはなしのへや」、「世界を知るへや」があり、来館した子どもたちが自由に児童書を読むことができる。最も内装の豪奢な旧貴賓室を子どものためにあてているのは、この図書館が子どものための図書館をうたっているためである。
レンガ棟3階の旧大閲覧室は「本のミュージアム」に改修されており、定期的に世界の児童書に関する展示会を行っている。また3階には大ホールがあり、シンポジウムや講演会、演奏会などのイベントに利用されている。
中庭側に設けられたアーチ棟2階には「児童書研究資料室」が用意され、日本と諸外国で出版された児童書、絵本や児童書・児童文学関連資料、雑誌などを開架する。また、PC端末も設けられ、国立国会図書館デジタルコレクションの閲覧等も可能である。ただし、この部屋のみ研究のための利用を目的としているため、入室と利用は基本的に18歳以上に限定されている。
非来館型のサービスとしては児童書の図書館間貸出のほか、小学校、中学校の学校図書館向けに、主題別の資料セットを貸出している。また、児童書を多く所蔵するその他の図書館と連携し、児童書の総合目録データベースも作成している。
児童書に関する電子図書館サービスも行っており、国際子ども図書館のホームページ（外部リンク参照）では、大正時代に発行された児童雑誌『コドモノクニ』の挿絵などを公開している。